# التوراة
التَّوراة (/ˈtɔːrə, ˈtoʊrə/. (بالعبرية: תּוֹרָה‏)، «التعليم»، «التدريس»، «الشريعة» أو «القانون») مجموعة من المعاني. يمكن أن تعني على وجه التحديد الكتب الخمسة الأولى (أسفار موسى الخمسة أو خمسة كتب موسى) من الكتاب المقدس العبري. هذا هو المعروف باسم التوراة المكتوبة. يمكن أن تعني أيضًا السرد المستمر من جميع الكتب الأربعة والعشرين، من سفر التكوين إلى نهاية التناخ (أخبار الأيام). إذا كان في شكل كتاب مجلّد، يُطلق عليه اسم Chumash، وعادة ما يُطبع مع التعليقات الحاخامية (perushim). إذا كان مقصودًا لأغراض ليتورجية، فهو يتخذ شكل لفيفة توراة (توراة سيفر)، والتي تحتوي بدقة على أسفار موسى الخمسة واليهود يلقبوا التوراة بلقب ابنة الله.
بل يمكن أن تعني التوراة مجمل التعاليم والثقافة والممارسات اليهودية، سواء كانت مستمدة من النصوص التوراتية أو الكتابات الحاخامية اللاحقة، ويُعرف ذلك غالبًا باسم التوراة الشفوية. المشترك بين جميع هذه المعاني، التوراة يتكون من أصل الشعوبية اليهودية: دعوتهم إلى حيز الوجود من قبل الله، والتجارب والمحن، وعهدهم مع الله، والتي تنطوي على بعد طريقة حياة تتجسد في مجموعة من الالتزامات الأخلاقية والدينية والقوانين المدنية (هالاخاه).
بما إن التوراة ترمز للأسفار الخمسة الأُولى من الكتاب المقدّس اليهودي التناخ. لذا ينقسم الكتاب المقدس اليهودي إلى ثلاثة أقسام، التوراة في قسمه الأول، «نڤيئيم» (أنبياء)، وهو القسم المتعلق بالأنبياء، و«كيتوڤيم» (أو الكتب بالعربية) وهو قسم الأدبيات اليهودية.
في الأدب الحاخامي كلمة التوراة يدل على كل من الكتب الخمسة ((بالعبرية: תורה שבכתב‏) «التوراة ما هو مكتوب») والتوراة عن طريق الفم ((بالعبرية: תורה שבעל פה‏) ، «التوراة التي تقال»). تتكون التوراة الشفوية من تفسيرات وتضخمات تم تناقلها وفقًا للتقاليد الحاخامية من جيل إلى جيل وهي الآن تتجسد في التلمود والمدراش. إن فهم التقليد الحاخامي هو أن جميع التعاليم الموجودة في التوراة (المكتوبة والشفوية) أعطيت من الله من خلال النبي موسى، وبعضها في جبل سيناء والبعض الآخر في خيمة الاجتماع، وكتب موسى جميع التعاليم، مما أدى إلى ما في التوراة الموجودة اليوم. وفقًا للمدراش، تم إنشاء التوراة قبل خلق العالم، واستخدمت كمخطط للخلق. يعتقد غالبية علماء الكتاب المقدس أن الكتب المكتوبة كانت نتاجًا للأسر البابلي (القرن السادس قبل الميلاد)، بناءً على مصادر مكتوبة سابقة وتقاليد شفوية، وأنه اِنْتُهِيَ من التنقيحات النهائية خلال فترة ما بعد المنفى (ج. القرن الخامس قبل الميلاد). تقليديًا، تُكتب كلمات التوراة على لفيفة من قبل كاتب (كتبة) بالعبرية. يُقرأ إسبوعياً جزء من التوراة علنًا مرة واحدة على الأقل كل ثلاثة أيام في حضور المصلين. قراءة التوراة علانية هي إحدى أسس الحياة المجتمعية اليهودية.

## المعنى والأسماء

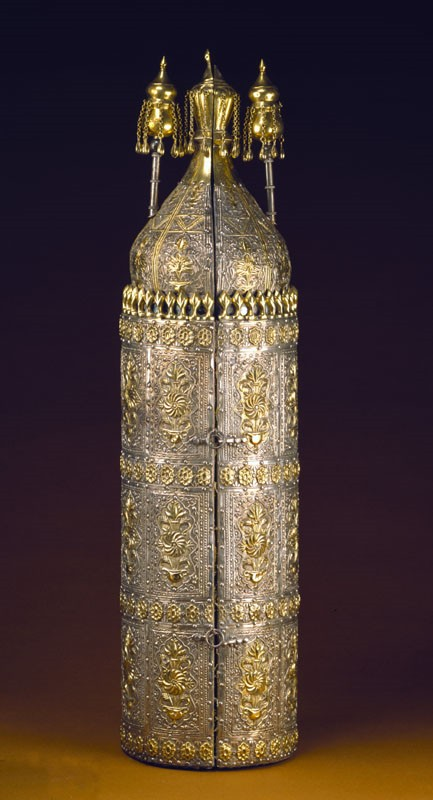
علبة التوراة الفضية، متحف الإمبراطورية العثمانية للفن والتاريخ اليهودي.

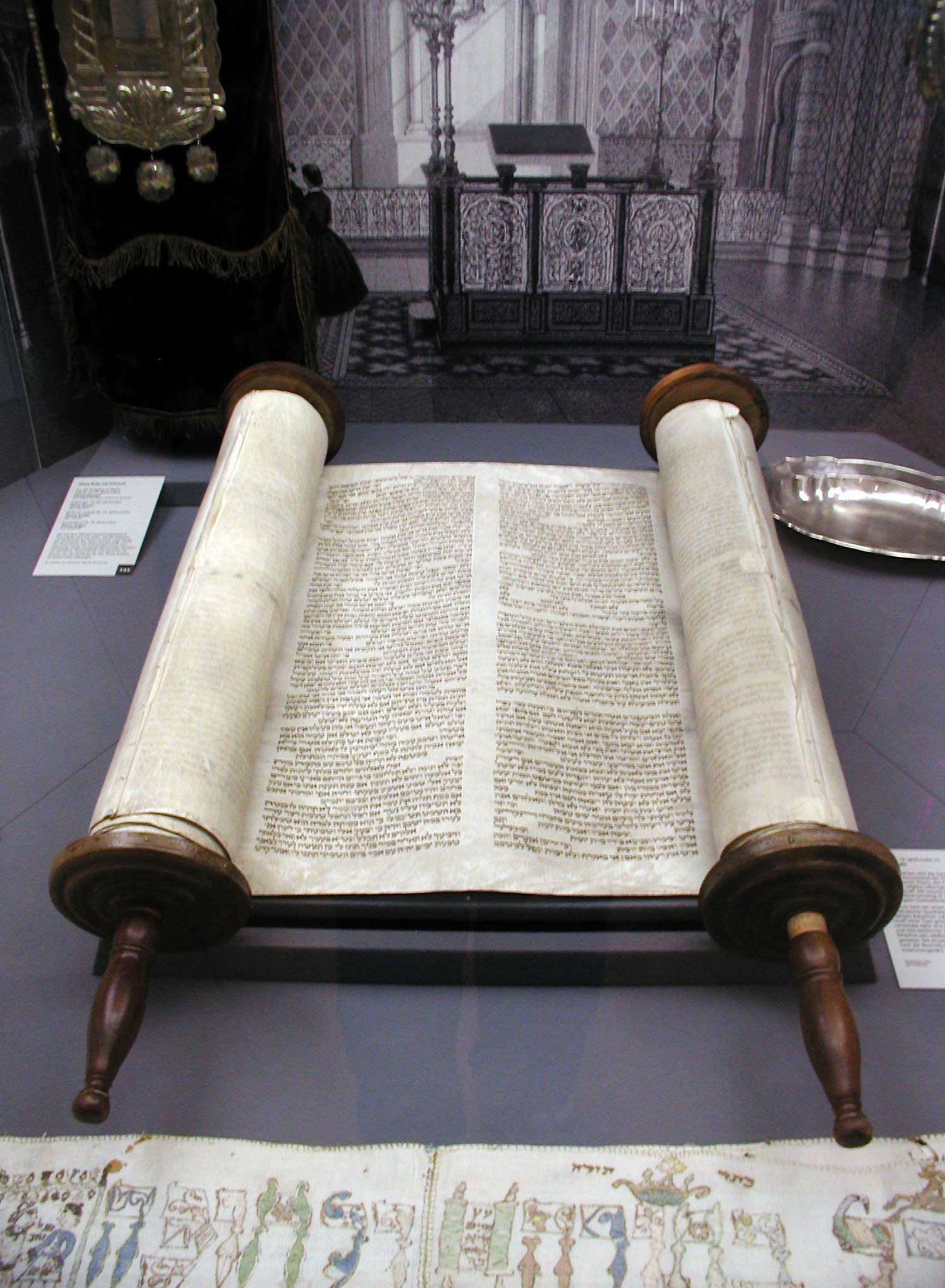
تمرير التوراة في كنيس جلوكينجاس القديم (إعادة البناء) ، كولونيا.

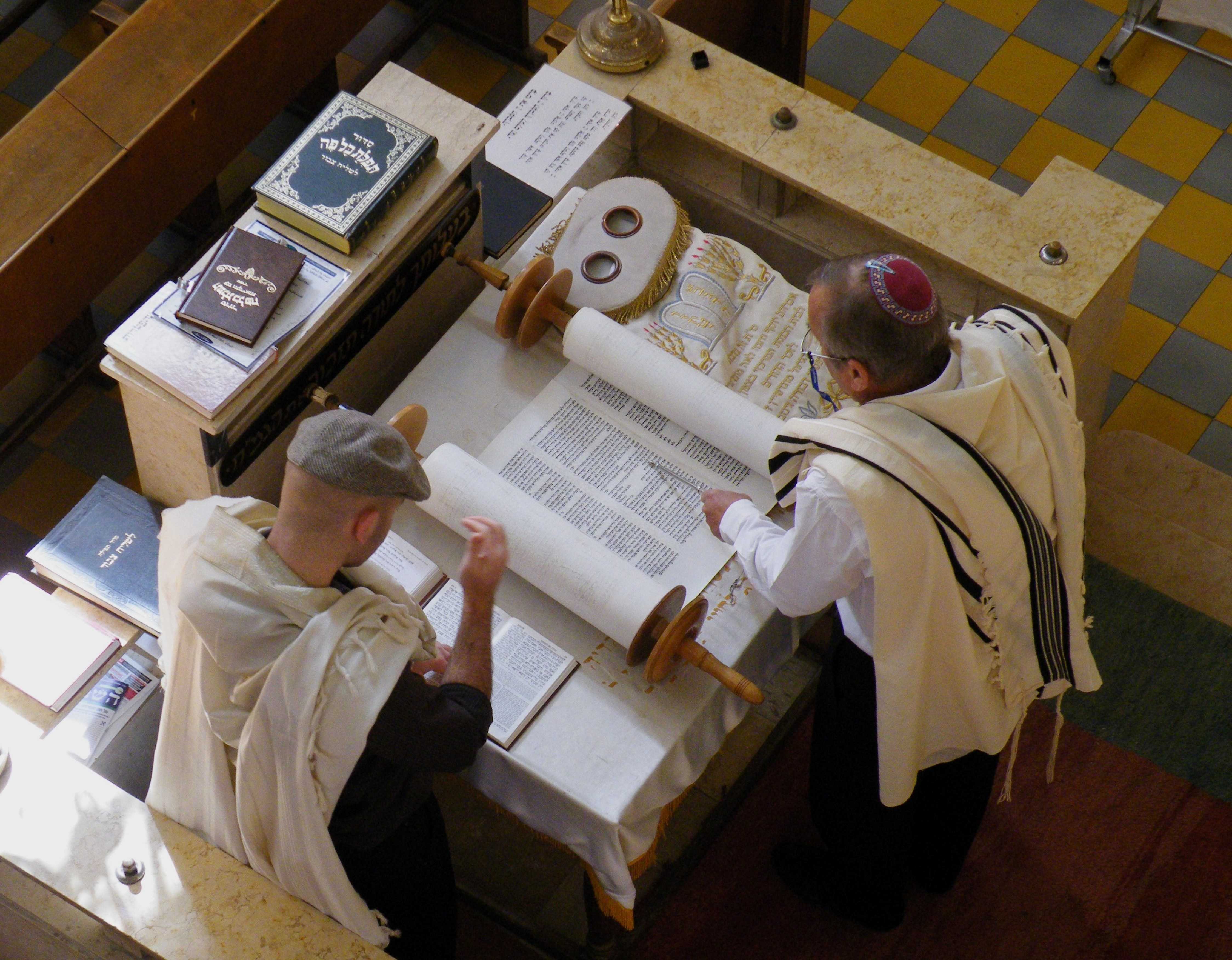
قراءة التوراة

### التسمية
"التوراة: اسم عبراني (بالعبرية: תּוֹרָה؛ تعني الشريعة أو التعليم أو التوجيه (الترئية بالمعنى الحرفي) وخصوصاً فيما يتعلق بالتعليمات والتوجيهات القانونية)، وقد تكلف النحاة في اشتقاقها وفي وزنها وذلك بعد تقرير النحاة أن الأسماء الأعجمية لا يدخلها اشتقاق، وأنها لا توزن، يعنون اشتقاقًا عربيًا.
فأمّا اشتقاق: التوراة، ففيه قولان أحدهما «إنها من ورى الزند يري، إذا قدح وظهر منه النار، فكأن التوراة ضياء من الظلال، وهذا الاشتقاق قول الجمهور».
وذهب أبو فيد مؤرج السدوسي إلى أنها مشتقة من: ورَّى، كما روي أنه صلى الله عليه وسلم كان إذا أراد سفرًا ورى بغيره، لأن أكثر التوراة تلويح.
وأما وزنها فذهب الخليل، وسيبويه، وسائر البصريين إلى أن وزنها: فوعلة، والتاء بدل من الواو، كما أبدلت في: تولج، فالأصل فيها ووزنه: وولج، لأنهما من ورى، ومن ولج.
فهي: كحوقلة، وذهب الفراء إلى أن وزنها: تفعلة، كتوصية.
ثم أبدلت كسرة العين فتحة والياء ألفا.
كما قالوا في: ناصية، وجارية: ناصاه وجاراه.
وقال الزجاج: كأنه يجيز في توصية توصاه، وهذا غير مسموع.
وذهب بعض الكوفيين إلى أن وزنها: تفعلة، بفتح العين من: وريت بك زنادي، وتجوز إمالة التوراة.

### المعنى
كلمة «التوراة» في العبرية مشتق من الجذر ירה، والتي في hif'il اقتران سيلة «لتوجيه» أو «لتعليم» (راجع Lev 10:11). معنى الكلمة إذن هو «تعليم» أو «عقيدة». يعطي «القانون» المقبول انطباعًا خاطئًا. اليهود السكندريون الذين ترجموا الترجمة السبعينية استخدموا الكلمة اليونانية نوموس، والتي تعني القاعدة والمعيار والعقيدة، ولاحقًا «القانون». ثم بدأت الأناجيل اليونانية واللاتينية عادة استدعاء أسفار موسى الخمسة (خمسة أسفار موسى) القانون. تتضمن سياقات الترجمة الأخرى في اللغة الإنجليزية العرف، النظرية، التوجيه،  أو النظام.
يستخدم مصطلح «التوراة» بالمعنى العام ليشمل كل من القانون المكتوب في اليهودية الحاخامية والقانون الشفوي، والذي يعمل على شمول طيف كامل من التعاليم الدينية اليهودية الموثوقة عبر التاريخ، بما في ذلك المشناه والتلمود والمدراش وغير ذلك، وتقديم غير دقيقة من «التوراة» ب «القانون»  قد تكون عائقًا أمام فهم المثل الأعلى الذي لخص في المدى التلمود التوراة (תלמוד תורה، «دراسة التوراة»).
يبدو أن الاسم الأول للجزء الأول من الكتاب المقدس كان «توراة موسى». ومع ذلك، لم يُعثَر على هذا العنوان في التوراة نفسها، ولا في أعمال الأنبياء الأدبيين ما قبل الوجود. يظهر في يشوع (8: 31-32 ؛ 23: 6) والملوك (الملوك الأول 2: 3 ؛ الملوك الثاني 14: 6 ؛ 23:25)، لكن لا يمكن القول إنه يشير هناك إلى الكتاب بأكمله (حسب نقد الكتاب المقدس الأكاديمي). في المقابل، هناك احتمال كبير أن يتم استخدامه في أعمال ما بعد Exilic (ملا. 3:22 ؛ دان. 9:11، 13 ؛ عزرا 3: 2 ؛ 7: 6 ؛ نحميا 8: 1 ؛ 2 أخبار 23. : 18 ؛ 30:16) أن يكون شاملاً. ومن الألقاب المبكرة الأخرى «كتاب موسى» (عزرا 6:18 ؛ نح. 13: 1 ؛ أخبار كرون الثاني. 35:12 ؛ 25: 4 ؛ راجع. ملوك الثاني 14: 6) و «كتاب التوراة» (نح 8: 3)، والذي يبدو أنه اختصار لاسم كامل، «كتاب توراة الله» (نح. 8: 8، 18 ؛ 10، 29-30 ؛ راجع 9، 3).

### أسماء بديلة
يشير العلماء المسيحيون عادةً إلى الكتب الخمسة الأولى من الكتاب المقدس العبري باسم «أسفار موسى الخمسة» (Greek ، pentáteuchos ، «خمسة مخطوطات»)، وهو مصطلح استخدم لأول مرة في اليهودية الهلنستية في الإسكندرية.

## محتويات
تبدأ التوراة من بداية خلق الله للعالم، مرورًا ببدايات شعب إسرائيل، ونزولهم إلى مصر، وإعطاء التوراة عند جبل سيناء التوراتي. وينتهي بموت موسى قبل عبور شعب إسرائيل إلى أرض كنعان الموعودة. يتخلل السرد التعاليم المحددة (الالتزامات الدينية والقوانين المدنية) المقدمة صراحة (أي الوصايا العشر) أو مضمنة ضمنيًا في السرد (كما في خروج 12 و 13 من قوانين الاحتفال بعيد الفصح).
باللغة العبرية، يتم تحديد الكتب الخمسة في التوراة من خلال الافتتاحيات في كل كتاب؛  والأسماء الإنجليزية الشائعة للكتب مشتقة من الترجمة السبعينية اليونانية وتعكس الموضوع الأساسي لكل كتاب:
- Bəreshit (בְּרֵאשִׁית، حرفيا «في البداية») - سفر التكوين، من Γένεσις (سفر التكوين، «الخلق»)
- Shəmot (שְׁמוֹת، حرفيا «أسماء») - الخروج من Ἔξοδος (Éxodos، «إنهاء»)
- Vayikra (וַיִּקְרָא، حرفيا «ودعا») - لاويين، من Λευιτικόν (Leuitikón «المتعلقة اللاويين»)
- Bəmidbar (בְּמִדְבַּר، حرفيا «في الصحراء [من]») - أرقام، من Ἀριθμοί (Arithmoí، «الأرقام»)
- Dəvarim (דְּבָרִים، حرفيا «الأشياء» أو «الكلمات») - تثنية، من Δευτερονόμιον (Deuteronómion، «ثانيا بقانون»)

### بيريشيت / جينيسيس
كتاب التكوين هو أول كتاب في التوراة. إنه قابل للقسمة إلى جزأين، التاريخ البدائي (الفصول 1-11) وتاريخ الأجداد (الفصول 12-50).  يحدد التاريخ البدائي مفاهيم المؤلف (أو المؤلفين) عن طبيعة الإله وعلاقة الجنس البشري مع خالقه: الله يخلق عالمًا صالحًا ومناسبًا للبشرية، ولكن عندما يفسده الإنسان بالخطيئة الله يقرر تدمير خليقته، وينقذ فقط نوح الصالح لإعادة العلاقة بين الإنسان والله.  يخبرنا تاريخ الأجداد (الفصول 12-50) عن عصور ما قبل التاريخ لإسرائيل، شعب الله المختار.  بأمر من الله، يسافر إبراهيم، نسل نوح، من منزله إلى أرض كنعان التي وهبها الله، حيث يسكن كغريب، كما يفعل ابنه إسحاق وحفيده يعقوب. تم تغيير اسم يعقوب إلى إسرائيل، ومن خلال وكالة ابنه يوسف، نزل بنو إسرائيل إلى مصر، 70 شخصًا مع منازلهم، ووعدهم الله بمستقبل رائع. ينتهي سفر التكوين بإسرائيل في مصر، استعدادًا لمجيء موسى والخروج. تتخلل السرد سلسلة من العهود مع الله، تضيق نطاقها تباعًا من البشرية جمعاء (العهد مع نوح) إلى علاقة خاصة مع شعب واحد فقط (إبراهيم ونسله من خلال إسحاق ويعقوب).

### شيموت / الخروج
كتاب الخروج هو ثاني سفر من التوراة، مباشرة بعد سفر التكوين. يروي الكتاب كيف ترك الإسرائيليون القدماء العبودية في مصر بقوة الرب، الإله الذي اختار إسرائيل لشعبه. يلحق الرب أذى مروع بخاطفيهم من خلال الضربات الأسطورية في مصر مع النبي موسى كزعيم لهم، يسافرون عبر البرية إلى جبل سيناء التوراتي، حيث وعدهم الرب بأرض كنعان («أرض الموعد») مقابل إخلاصهم. يدخل إسرائيل في عهد مع الرب الذي أعطاهم قوانينهم وتعليماتهم لبناء خيمة الاجتماع، وهي الوسيلة التي سيأتي بها من السماء ويسكن معهم ويقودهم في حرب مقدسة لامتلاك الأرض، ومن ثم يمنحهم السلام.
تُنسب الدراسات الحديثة إلى موسى بشكل تقليدي، وتعتبر الكتاب في البداية نتاجًا للمنفى البابلي (القرن السادس قبل الميلاد)، من التقاليد المكتوبة والشفوية السابقة، مع التنقيحات النهائية في فترة ما بعد المنفى الفارسية (القرن الخامس قبل الميلاد). تشير كارول مايرز، في تعليقها على سفر الخروج، إلى أنه يمكن القول أنه أهم كتاب في الكتاب المقدس، لأنه يعرض السمات المحددة لهوية إسرائيل: ذكريات الماضي الذي تميزت به المشقة والهروب، وهو عهد ملزم مع الله، الذي يختار إسرائيل وإرساء حياة المجتمع والمبادئ التوجيهية لاستدامتها.

### Vayikra / اللاويين
يبدأ سفر اللاويين بتعليمات لبني إسرائيل حول كيفية استخدام خيمة الاجتماع التي بنوها للتو (لاويين 1-10). ويتبع ذلك قواعد الطهارة والنجس (لاويين 11-15)، والتي تتضمن قوانين الذبح والحيوانات التي يجوز أكلها (انظر أيضًا: كشروت)، ويوم الكفارة (لاويين 16)، ومختلف القوانين الأخلاقية والطقسية أحيانًا. يسمى قانون القداسة (لاويين 17-26). يقدم لاويين 26 قائمة مفصلة بالمكافآت لاتباع وصايا الله وقائمة مفصلة بالعقوبات لعدم اتباعها. يؤسس سفر اللاويين 17 الذبائح في خيمة الاجتماع باعتبارها مرسومًا أبديًا، ولكن تم تغيير هذا المرسوم في الكتب اللاحقة مع كون الهيكل هو المكان الوحيد الذي يُسمح فيه بتقديم الذبائح.

### باميدبار / العدد
سفر العدد هو رابع سفر من التوراة.  للكتاب تاريخ طويل ومعقد، لكن شكله النهائي ربما يرجع إلى التنقيح الكهنوتي (أي التحرير) لمصدر يهودي في وقت ما في الفترة الفارسية المبكرة (القرن الخامس قبل الميلاد).  يأتي اسم السفر من التعدادين اللذين أجريا لبني إسرائيل.
تبدأ الأرقام في جبل سيناء، حيث حصل الإسرائيليون على شرائعهم وعهدهم من الله وأقام الله بينهم في الحرم.  المهمة التي أمامهم هي الاستيلاء على أرض الموعد. يتم عد الناس والاستعدادات لاستئناف مسيرتهم. يبدأ الإسرائيليون الرحلة، لكنهم «يتذمرون» على المصاعب على طول الطريق، وبشأن سلطان موسى وهرون. من أجل هذه الأعمال، يدمر الله ما يقرب من 15000 منهم بوسائل مختلفة. وصلوا إلى حدود كنعان وأرسلوا جواسيس إلى الأرض. عند سماع رواية الجاسوسين المخيفة عن الأوضاع في كنعان، رفض الإسرائيليون الاستيلاء عليها. يحكم عليهم الله بالموت في البرية حتى يكبر جيل جديد ويقوم بالمهمة. ينتهي السفر بجيل جديد من بني إسرائيل في سهل موآب مستعدين لعبور نهر الأردن. 
الأرقام تتويجًا لقصة خروج إسرائيل من الاضطهاد في مصر ورحلهم للاستيلاء على الأرض التي وعد بها الله آبائهم. على هذا النحو، فإنه يصل إلى استنتاج الموضوعات التي قُدِّمَت في سفر التكوين والتي تم عرضها في سفر الخروج واللاويين: لقد وعد الله شعب إسرائيل بأنهم سيصبحون أمة عظيمة (أي عديدة)، وأن تكون لهم علاقة خاصة مع الرب إلههم، وأن يملكوا أرض كنعان. تُظهر الأرقام أيضًا أهمية القداسة والأمانة والثقة: على الرغم من حضور الله وكهنته، يفتقر إسرائيل إلى الإيمان وتُرك ملكية الأرض لجيل جديد. 

### ديفاريم / تثنية
سفر التثنية هو الكتاب الخامس في التوراة. تتكون الإصحاحات من 1 إلى 30 من الكتاب من ثلاث عظات أو خطب ألقاها موسى للإسرائيليين في سهول موآب، قبل دخولهم أرض الموعد بوقت قصير. تروي العظة الأولى أربعين عامًا من التجوال في البرية التي أدت إلى تلك اللحظة، وتنتهي بنصائح لمراعاة الشريعة (أو التعاليم)، والتي يشار إليها فيما بعد باسم شريعة موسى؛ والثاني يذكر بني إسرائيل بالحاجة إلى اتباع الرب والقوانين (أو التعاليم) التي أعطاهم، والتي تعتمد عليها ملكيتهم للأرض؛ والثالث يقدم الراحة التي حتى إذا أثبتت إسرائيل عدم إخلاصها وفقدت الأرض، مع التوبة يمكن استعادة كل شيء. تحتوي الإصحاحات الأربعة الأخيرة (31-34) على نشيد موسى، وبركة موسى، وروايات تروي انتقال عباءة القيادة من موسى إلى يشوع، وأخيرًا موت موسى على جبل نيبو.
تم تقديمه على أنه كلمات موسى التي ألقيت قبل غزو كنعان، حيث يرى إجماع واسع من العلماء المعاصرين أن أصلها في التقاليد من إسرائيل (المملكة الشمالية) جُلبت جنوبًا إلى مملكة يهوذا في أعقاب الفتح الآشوري لآرام (القرن الثامن قبل الميلاد) ثم تم تكييفها مع برنامج الإصلاح القومي في زمن يوشيا (أواخر القرن السابع قبل الميلاد)، مع ظهور الشكل النهائي للكتاب الحديث في بيئة العودة من الأسر البابلي خلال أواخر القرن السادس قبل الميلاد. يرى العديد من العلماء أن الكتاب يعكس الاحتياجات الاقتصادية والوضع الاجتماعي لطائفة اللاويين، الذين يُعتقد أنهم قدموا لمؤلفيه؛  ويشار إلى هؤلاء المؤلفين المحتملين مجتمعين باسم «Deuteronomist».
واحدة من أكثر آياته كبيرة من تثنية 6:4، وشيما يسرائيل، الذي أصبح البيان النهائي لل هوية اليهودية: «اسمع يا إسرائيل: L إلهنا، L واحد.» كما اقتبس يسوع الآيات 6: 4-5 في مارك 12:28–34 كجزء من الوصية العظمى.

## تكوين
يرى التلمود أن التوراة كتبها موسى، باستثناء آخر ثماني آيات من سفر التثنية، تصف موته ودفنه، والتي كتبها يشوع. وبدلًا من ذلك، يقتبس راشي من التلمود أن «الله تكلم بهم، وكتبهم موسى بالدموع». يتضمن الميشناه الأصل الإلهي للتوراة كعقيدة أساسية في اليهودية. وفقًا للتقاليد اليهودية، أعاد عزرا تجميع التوراة خلال فترة الهيكل الثاني.

صياغة واحدة مشتركة للفرضية الوثائقية.

على النقيض من ذلك، يرفض الإجماع العلمي الحديث التأليف الفسيفسائي، ويؤكد أن للتوراة مؤلفين متعددين وأن تكوينها قد تم على مدى قرون. ومع ذلك، فإن العملية الدقيقة التي تم بها تأليف التوراة، وعدد المؤلفين المعنيين، وتاريخ كل مؤلف لا تزال محل خلاف حاد. طوال معظم القرن العشرين، كان هناك إجماع علمي حول الفرضية الوثائقية، والتي تفترض أربعة مصادر مستقلة، والتي جمعت فيما بعد من قبل المحرر: J، المصدر الجهوي، E، المصدر الإلوهي P ، المصدر الكهنوتي، و D، مصدر خبير التثنية. تم تأليف أقدم هذه المصادر، J، في أواخر القرن السابع أو السادس قبل الميلاد، مع أحدث مصدر، P، تم تأليفه في حوالي القرن الخامس قبل الميلاد.

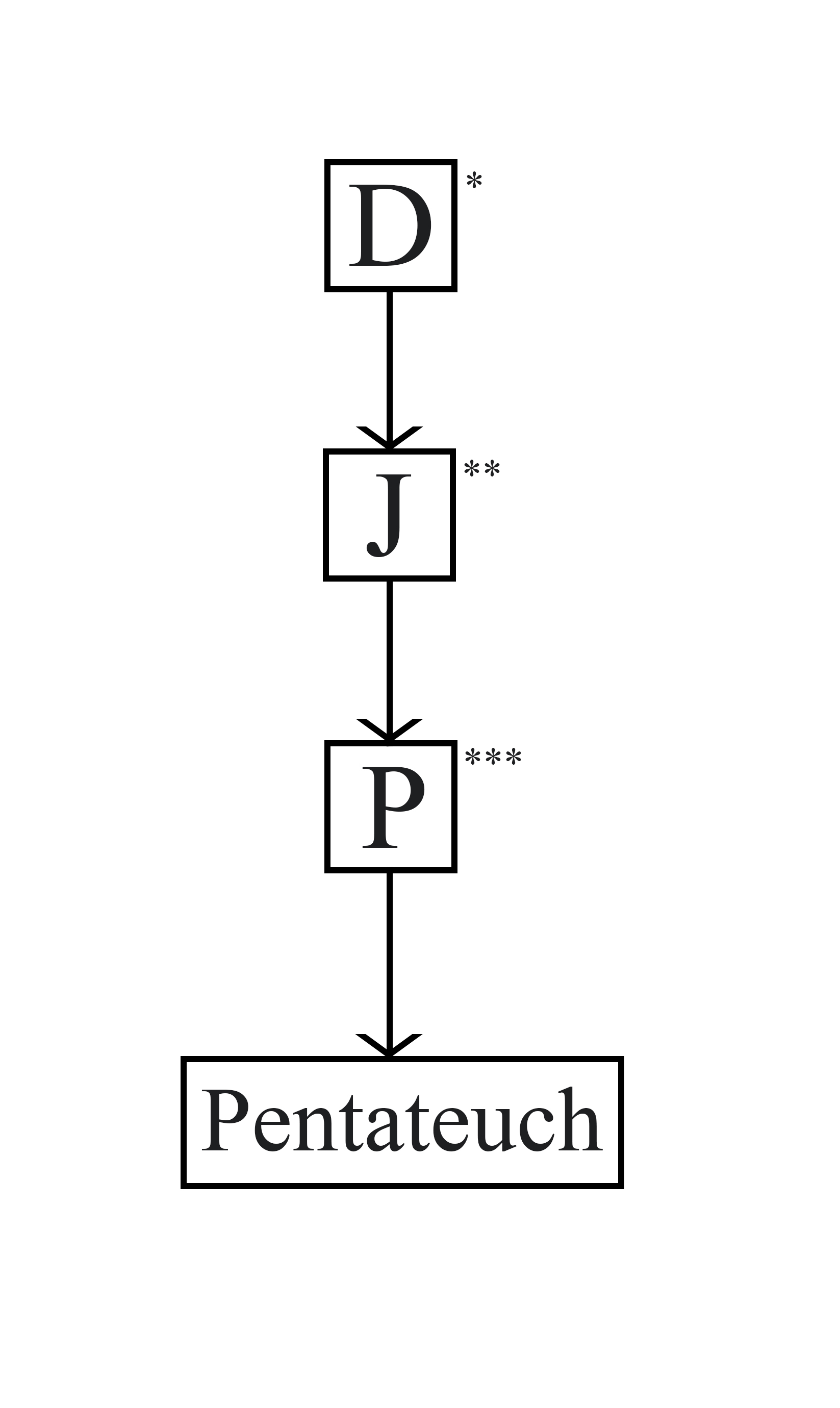
الفرضية التكميلية، خليفة محتمل للفرضية الوثائقية.

انهار الإجماع حول الفرضية الوثائقية في العقود الأخيرة من القرن العشرين.  تم وضع الأساس للتحقيق في أصول المصادر المكتوبة في التراكيب الشفوية، مما يعني ضمنًا أن مبدعي J و E كانوا جامعين ومحررين وليسوا مؤلفين ومؤرخين.  رولف رندتورف، بناءً على هذه الرؤية، جادل بأن أساس أسفار موسى الخمسة يكمن في روايات قصيرة ومستقلة، تشكلت تدريجيًا في وحدات أكبر وتم تجميعها في مرحلتين تحريرتين، الأولى خبير التثنية، والثانية كهنوتية.  النقيض من ذلك، دافع جون فان سيتيرس عن فرضية تكميلية، والتي تفترض أن التوراة مشتقة من سلسلة من الإضافات المباشرة إلى مجموعة عمل موجودة.  فرضية «التوثيق الجديد»، والتي تستجيب لانتقادات الفرضية الأصلية وتحدث المنهجية المستخدمة لتحديد النص الذي يأتي من أي المصادر، وقد دعا إليها المؤرخ الكتابي جويل س. بادن، من بين آخرين.   تستمر هذه الفرضية في أن يكون لها أتباع في إسرائيل وأمريكا الشمالية. 
يستمر غالبية العلماء اليوم في الاعتراف بتثنية التثنية كمصدر، مع أصلها في قانون القانون الذي تم إنتاجه في بلاط يوشيا كما وصفه De Wette، والذي تم إعطاؤه لاحقًا إطارًا أثناء المنفى (الخطابات والأوصاف في الأمام والخلف من الكود) لتعريفها على أنها من كلمات موسى.  يتفق معظم العلماء أيضًا على وجود شكل من أشكال المصدر الكهنوتي، على الرغم من أن مداها، خاصة نقطة النهاية.  يُطلق على الباقي بشكل جماعي غير الكهنوتية، وهي مجموعة تشمل المواد قبل الكهنوتية وما بعد الكهنوتية. 

### تاريخ التجميع
يُنظر إلى التوراة الأخيرة على نطاق واسع على أنها نتاج الفترة الفارسية (539-333 قبل الميلاد، على الأرجح 450-350 قبل الميلاد).  يعكس هذا الإجماع وجهة النظر اليهودية التقليدية التي تعطي عزرا، زعيم الجالية اليهودية عند عودتها من بابل، دورًا محوريًا في إصدارها.  العديد من النظريات لشرح تكوين التوراة، لكن اثنتين منهما كان لهما تأثير خاص.  أولها، التفويض الإمبراطوري الفارسي، الذي قدمه بيتر فري في عام 1985، ينص على أن السلطات الفارسية طلبت من يهود القدس تقديم مجموعة واحدة من القوانين كثمن للحكم الذاتي المحلي.  تم هدم نظرية فراي في ندوة متعددة التخصصات عقدت في عام 2000، لكن العلاقة بين السلطات الفارسية والقدس لا تزال مسألة حاسمة.  النظرية الثانية، المرتبطة بـجويل ب. واينبرغ والتي تسمى "Citizen-Temple Community"، تقترح أن قصة الخروج قد تم تأليفها لخدمة احتياجات المجتمع اليهودي في فترة ما بعد المنفى المنظم حول الهيكل، والذي كان يعمل في الواقع كبنك لمن ينتمون إليه. 
أقلية من العلماء وضعوا التكوين النهائي لأسفار موسى الخمسة في وقت لاحق، في الفترة الهلنستية (333-164 قبل الميلاد) أو حتى الحشمونائيم (140-37 قبل الميلاد).  رسل جميركين، على سبيل المثال، يقول لتعود الهلنستية على أساس أن البرديات الفنتين، سجلات مستعمرة يهودية في مصر التي يعود تاريخها إلى الربع الأخير من عام قبل الميلاد 5th قرن، وجعل أي إشارة إلى التوراة مكتوبة، ل الخروج، أو إلى أي حدث كتابي آخر. 

## التوراة واليهودية

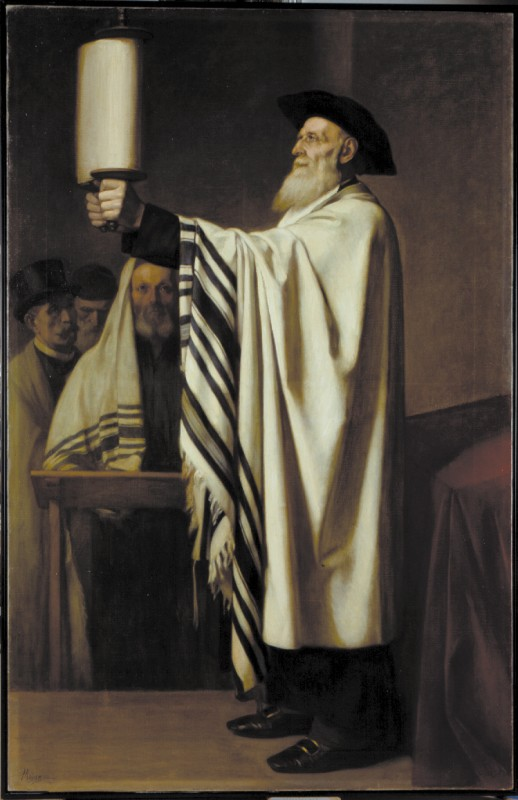
عرض التوراة ، إدوارد مويس، 1860، متحف الفن والتاريخ اليهودي

تذكر الكتابات الحاخامية أن التوراة الشفهية أعطيت لموسى على جبل سيناء، والتي، وفقًا لتقليد اليهودية الأرثوذكسية، حدثت عام 1312 قبل الميلاد. يقول التقليد الحاخامي الأرثوذكسي أن التوراة المكتوبة قد سُجلت خلال الأربعين سنة التالية،  الرغم من أن العديد من العلماء اليهود غير الأرثوذكس يؤكدون الإجماع العلمي الحديث على أن التوراة المكتوبة لها مؤلفون متعددون وقد كُتبت على مدى قرون.
التلمود (جيتين 60 أ) ويعرض رأيين حول كيفية بالضبط كتب التوراة بنسبة موسى. يقول أحد الآراء أن موسى كتبه تدريجيًا كما أُملى عليه، وأنهته قريبًا من موته، والرأي الآخر يرى أن موسى كتب التوراة الكاملة في كتابة واحدة قريبة من موته، بناءً على ما تم إملائه عليه على مر السنين.
يقول التلمود (ميناشوت 30 أ) أن الآيات الثمانية الأخيرة من التوراة التي تتحدث عن موت ودفن موسى لم يكن من الممكن أن تكون كتبها موسى، لأن كتابتها كانت كذبة، وأنها كتبت بعد موته على يد يشوع. لاحظ إبراهيم بن عزرا  وجوزيف بونفيس  أن العبارات الموجودة في تلك الآيات تقدم معلومات يجب أن يعرفها الناس فقط بعد زمن موسى. ألمح ابن عزرا،  وبونفيس صراحةً، إلى أن يشوع كتب هذه الآيات بعد سنوات عديدة من موت موسى. المعلقون الآخرون  لا يقبلون هذا الموقف ويؤكدون أنه على الرغم من أن موسى لم يكتب تلك الآيات الثمانية، إلا أنه تم إملاءها عليه وأن يشوع كتبها بناءً على تعليمات تركها موسى، وأن التوراة غالبًا ما تصف الأحداث المستقبلية، التي لم تحدث بعد.
ترى جميع الآراء الحاخامية الكلاسيكية أن التوراة كانت فسيفساء بالكامل ومن أصل إلهي. ترفض الحركات الإصلاحية واليهودية الليبرالية الحالية التأليف الفسيفسائي، كما تفعل معظم أطياف اليهودية المحافظة.
بحسب أساطير اليهود، أعطى الله التوراة لأبناء إسرائيل بعد أن اقترب من كل قبيلة وأمة في العالم، وقدم لهم التوراة، لكن هذه الأخيرة رفضتها حتى لا يكون لديهم عذر للجهل بها. في هذا الكتاب، تُعرَّف التوراة بأنها من أوائل الأشياء المخلوقة، وعلاجًا للميل الشرير،  وباعتبارها المستشار الذي نصح الله بأن يخلق الإنسان في خلق العالم ليجعله هو المكرم.

### استخدام الطقوس

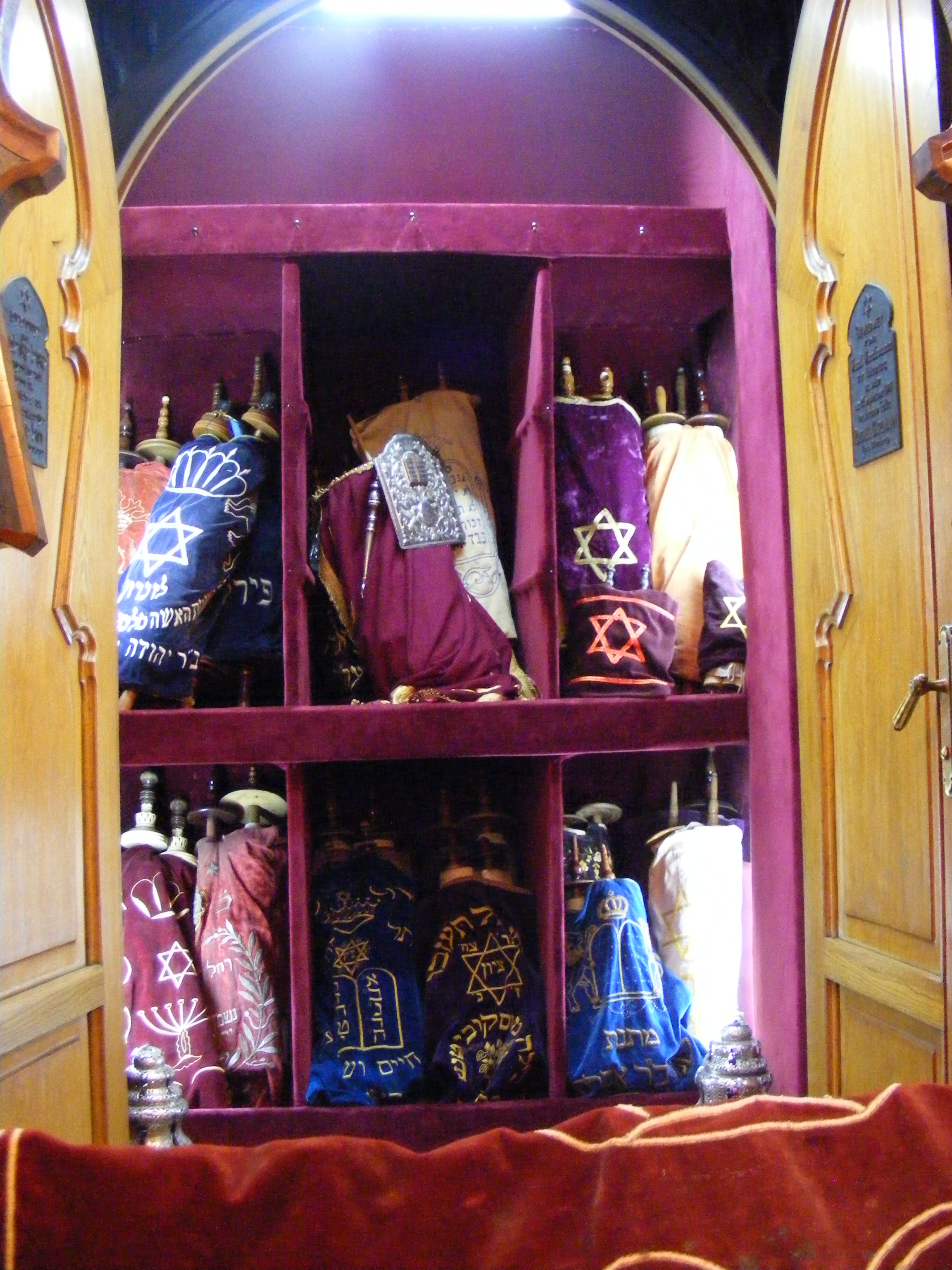
التوراة في كنيس أشكنازي (اسطنبول، تركيا)

قراءة التوراة باللغة العبرية هي لغة الديانة اليهودية التي تقام بقا الطقوس والتي تنطوي على القراءة العامة من مجموعة من مقاطع من التوراة. غالبًا ما يشير المصطلح إلى المراسم الكاملة لإزالة لفائف التوراة (أو اللفائف) من الفلك، وترديد المقتطف المناسب مع النتوء التقليدي، وإعادة اللفافة (المخطوطات) إلى الفلك. وهي تختلف عن دراسة التوراة الأكاديمية.
قدم عزرا الكاتب القراءة العامة المنتظمة للتوراة بعد عودة الشعب اليهودي من السبي البابلي (حوالي 537) قبل الميلاد)، كما هو موصوف في سفر نحميا. في العصر الحديث، يمارس أتباع اليهودية الأرثوذكسية قراءة التوراة وفقًا لإجراءات محددة يعتقدون أنها لم تتغير خلال ألفي عام منذ تدمير الهيكل في القدس (70). م). في القرنين التاسع عشر والعشرين الميلاديين، قامت حركات جديدة مثل الإصلاح اليهودي واليهودية المحافظة بإجراء تعديلات على ممارسة قراءة التوراة، لكن النمط الأساسي لقراءة التوراة ظل عادة كما هو:
كجزء من صلاة الصباح في أيام معينة من الأسبوع، وأيام الصيام، والأعياد، وكذلك كجزء من صلاة العصر يوم السبت ويوم الغفران وأيام الصيام، يُقرأ جزء من أسفار موسى الخمسة من التوراة التمرير. في صباح يوم السبت (السبت)، يتم قراءة قسم أسبوعي («بارشاه»)، ويتم اختياره بحيث تتم قراءة أسفار موسى الخمسة على التوالي كل عام. يعتمد تقسيم المظلة الموجودة في لفائف التوراة الحديثة لجميع المجتمعات اليهودية (الأشكناز والسفارديم واليمنيون) على القائمة المنهجية التي قدمها موسى بن ميمون في مشناه توراة، قوانين تيفيلين، ومخطوطات مزوزة والتوراة، الفصل 8. بنى موسى بن ميمون تقسيمه لبارل التوراة على مخطوطة حلب. قد تقرأ المعابد اليهودية المحافظة والإصلاح على جدول كل ثلاث سنوات بدلًا من جدول سنوي،  في أيام السبت بعد الظهر والاثنين والخميس، تتم قراءة بداية جزء يوم السبت التالي. في الأعياد اليهودية وبدايات كل شهر وأيام الصيام تتم قراءة الأقسام الخاصة المتصلة باليوم.
يحتفل اليهود بعيدًا سنويًا، يسمى "Simchat Torah"، للاحتفال باستكمال دورة العام من القراءات وبداية جديدة.
غالبًا ما ترتدي لفائف التوراة وشاحًا وغطاءًا خاصًا للتوراة وزخارف متنوعة وكيتر (تاج)، على الرغم من أن هذه العادات تختلف بين المعابد اليهودية. عادة ما يقف المصلين على الاحترام عند إخراج التوراة من الفلك لقراءتها، أثناء حملها ورفعها، وبالمثل أثناء إعادتها إلى الفلك، على الرغم من أنهم قد يجلسون أثناء القراءة نفسها.

### قانون الكتاب المقدس
تحتوي التوراة على روايات وأقوال شرعية وبيانات أخلاقية. يُشار أحيانًا إلى هذه القوانين، مجتمعةً، والتي تسمى عادةً الشريعة أو الوصايا الكتابية، باسم شريعة موسى (تورات موشيهתּוֹרַת־מֹשֶׁה الشريعة الموسوية، أو قانون يعبدونها).

## التوراة الشفوية
يقول التقليد الحاخامي أن موسى تعلم التوراة بأكملها أثناء إقامته على جبل سيناء لمدة 40 يومًا وليلة وتم نقل كل من التوراة الشفوية والمكتوبة بالتوازي مع بعضهما البعض. عندما تترك التوراة الكلمات والمفاهيم غير محددة، وتذكر الإجراءات دون شرح أو تعليمات، يتعين على القارئ البحث عن التفاصيل المفقودة من المصادر التكميلية المعروفة باسم القانون الشفوي أو التوراة الشفوية. من أبرز وصايا التوراة التي تحتاج إلى مزيد من التوضيح:
- تفيلين: كما هو موضح في تثنية 6: 8 من بين أماكن أخرى، يجب وضع التيفيلين على الذراع وعلى الرأس بين العينين. ومع ذلك، لا توجد تفاصيل مقدمة بشأن ماهية التيفيلين أو كيف سيتم بناؤها.
- كسروت: كما هو مبين في خروج 23:19 من بين أماكن أخرى، لا يجوز غلي الماعز الصغير في حليب أمه. بالإضافة إلى العديد من المشكلات الأخرى المتعلقة بفهم الطبيعة الغامضة لهذا القانون، لا توجد أحرف متحركة في التوراة؛ يتم توفيرها من خلال التقليد الشفوي. وينطبق ذلك خصوصًا في هذا القانون، وكلمة العبرية للحليب (חלב) غير مطابقة للكلمة للدهون الحيوانية عندما حروف العلة غائبة. بدون التقليد الشفوي، لا يُعرف ما إذا كانت المخالفة في خلط اللحم باللبن أو بالدهن.
- قوانين السبت: مع خطورة انتهاك يوم السبت، أي عقوبة الإعدام، يمكن للمرء أن يفترض أنه سيتم توفير التوجيه لكيفية دعم مثل هذه الوصية الجادة والأساسية. ومع ذلك، فإن معظم المعلومات المتعلقة بقواعد وتقاليد يوم السبت تم إملاءها في التلمود والكتب الأخرى المشتقة من الشريعة اليهودية الشفهية.

وفقًا للنصوص الحاخامية الكلاسيكية، تم نقل هذه المجموعة الموازية من المواد في الأصل إلى موسى في سيناء، ثم من موسى إلى إسرائيل. في ذلك الوقت كان ممنوعًا كتابة ونشر القانون الشفهي، لأن أي كتابة ستكون غير مكتملة وعرضة لسوء التفسير والإساءة.
ومع ذلك، بعد النفي والتشتت والاضطهاد، رُفِع هذا التقليد عندما أصبح من الواضح أن الكتابة هي الطريقة الوحيدة لضمان الحفاظ على القانون الشفوي. بعد سنوات عديدة من الجهد من قبل عدد كبير من التنعيم، تم تدوين التقليد الشفوي حوالي 200 CE الحاخام يهوذا حناسي، الذي تولى تجميع نسخة مكتوبة اسميا للقانون عن طريق الفم، والميشناه (العبرية: משנה). تم تسجيل التقاليد الشفوية الأخرى من نفس الفترة الزمنية التي لم تدخل في الميشناه على أنها باريتوت (التدريس الخارجي)، وتوسفتا . تم تدوين تقاليد أخرى مثل المدراشم.
بعد استمرار الاضطهاد، التزم المزيد من القانون الشفوي بالكتابة. عدد كبير من الدروس والمحاضرات والتقاليد التي ألمحت إليها فقط في بضع مئات من صفحات الميشناه، أصبحت آلاف الصفحات التي تسمى الآن الجمارا. كُتبت جمارا باللغة الآرامية، وقد جمعت في بابل. يُطلق على المشناه والجمارا معًا التلمود. جمع الحاخامات في أرض إسرائيل أيضًا تقاليدهم وجمعوها في التلمود القدس. منذ أن عاش عدد أكبر من الحاخامات في بابل، فإن التلمود البابلي له الأسبقية في حالة تعارض الاثنين.
تقبل الفروع الأرثوذكسية والمحافظة في اليهودية هذه النصوص كأساس لجميع الهالاخا اللاحقة وقوانين القانون اليهودي، والتي تعتبر معيارية. تنكر اليهودية الإصلاحية وإعادة الإعمار أن هذه النصوص، أو التوراة نفسها لهذه المسألة، يمكن استخدامها لتحديد القانون المعياري (القوانين المقبولة على أنها ملزمة) ولكنها تقبلها باعتبارها النسخة اليهودية الأصيلة والوحيدة لفهم التوراة وتطورها عبر التاريخ.  ترى اليهودية الإنسانية أن التوراة نص تاريخي وسياسي واجتماعي، لكنها لا تعتقد أن كل كلمة في التوراة صحيحة، أو حتى صحيحة أخلاقيًا. اليهودية الإنسانية مستعدة للتشكيك في التوراة والاختلاف معها، معتقدة أن التجربة اليهودية بأكملها، وليس التوراة فقط، يجب أن تكون مصدر السلوك والأخلاق اليهودية.

## الأهمية الإلهية للأحرف، التصوف اليهودي
يعتقد الكاباليون أن كلمات التوراة لا تعطي فقط رسالة إلهية، ولكنها تشير أيضًا إلى رسالة أكبر بكثير تتجاوزها. وهكذا اعتقدوا بأن حتى مع علامة صغيرة على أنها kotso شيل yod (קוצו של יוד)، والرقيق (سيريف) من العبرية إلكتروني yod (י)، أصغر بريد إلكتروني، أو علامات الزخرفية، أو الكلمات المكررة، وضعت هناك من قبل الله لتعليم عشرات الدروس. هذا بغض النظر عما إذا كان ذلك اليود يظهر في عبارة «أنا الرب إلهك» (אָנֹכִי יְהוָה אֱלֹהֶיךָ سفر الخروج 20: 2) أو ما إذا كان يظهر في «وكلم الله موسى قائلا:» (וַיְדַבֵּר אֱלֹהִים, אֶל-מֹשֶׁה; וַיֹּאמֶר אֵלָיו, אֲנִי יְהוָה. 6: 2). وفي سياق مماثل، الحاخام عكيفا (.. ج 50 - ج 135 م)، ويقال أن تعلموا قانون جديد من كل وآخرون (את) في التوراة (التلمود، تراكتيت Pesachim 22B)؛ الجسيم et لا معنى له في حد ذاته، ويعمل فقط على تحديد الكائن المباشر. بعبارة أخرى، فإن المعتقد الأرثوذكسي هو أنه حتى على ما يبدو النص السياقي مثل «وكلم الله موسى قائلاً ...» ليس أقل قدسية وقدسية من العبارة الفعلية.

## إنتاج واستخدام لفائف التوراة

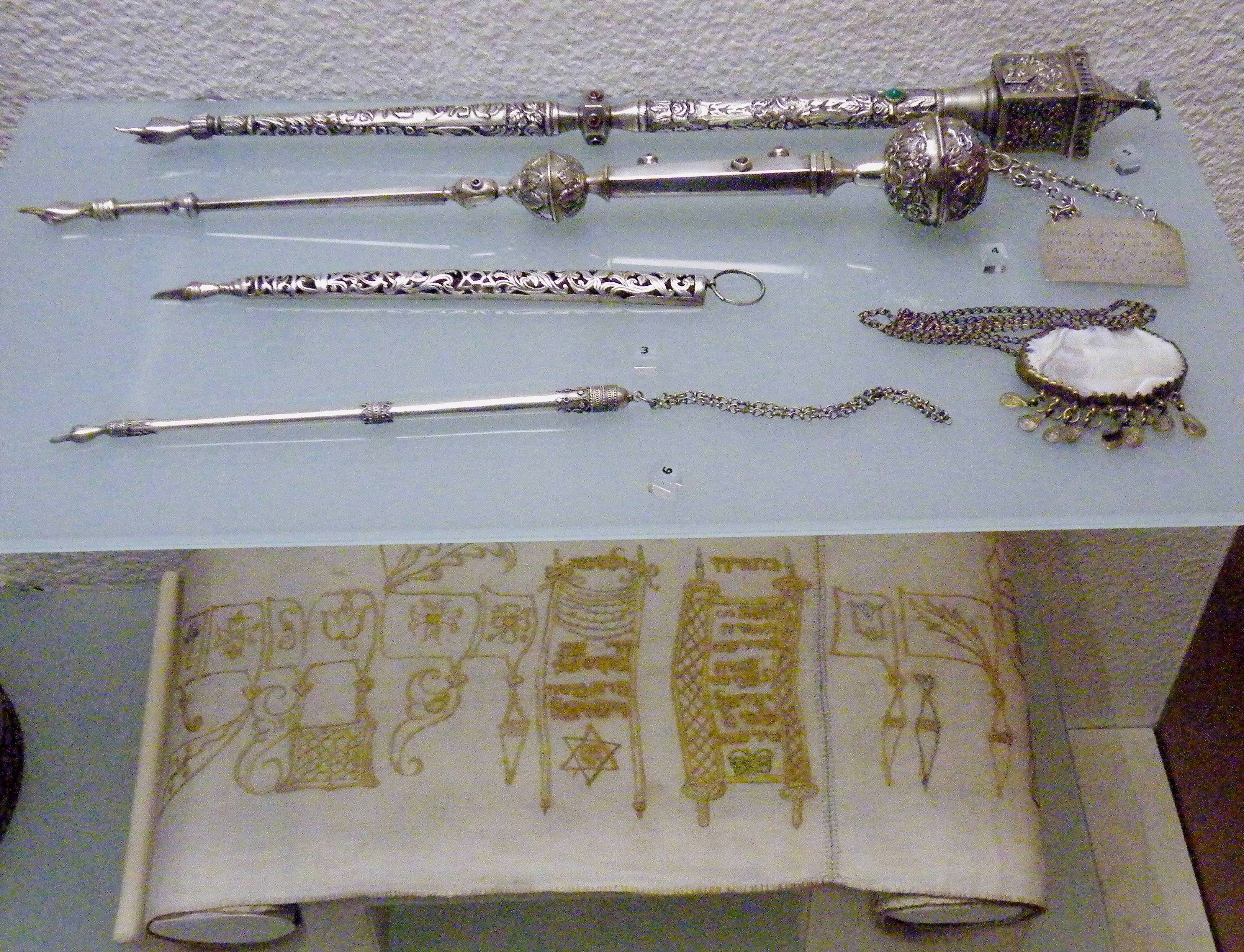
مؤشرات الصفحة، أو ياد، لقراءة التوراة

مخطوطة التوراة مخطوطات لا تزال مكتوب واستخدامها لأغراض الطقوس (أي شعائر دينية)؛ هذا يسمى توراة سيفر («كتاب [من] التوراة»). لقد تم كتابتها باستخدام أسلوب دقيق بعناية بواسطة كتبة مؤهلين تأهيلًا عاليًا. من المعتقد أن كل كلمة أو علامة لها معنى إلهي، وأنه لا يجوز تغيير جزء واحد عن غير قصد خشية أن يؤدي إلى خطأ. يعتبر إخلاص النص العبري للتناخ والتوراة على وجه الخصوص، أمرًا بالغ الأهمية، وصولاً إلى الحرف الأخير: الترجمات أو النسخ مستهلكة للاستخدام الرسمي للخدمة، ويتم النسخ بعناية شديدة. خطأ في حرف واحد أو زخرفة أو رمز من 304805 حرفًا منمقًا يتكون من نص التوراة العبري يجعل لفافة التوراة غير صالحة للاستخدام، ومن ثم يلزم وجود مهارة خاصة ويستغرق التمرير وقتًا طويلاً للكتابة والتحقق.
وفقًا للقانون اليهودي، التوراة سِفِر (الجمع: Sifrei Torah) هي نسخة من النص العبري الرسمي المكتوب بخط اليد على جيفيل أو كلاف (أشكال من الرق) باستخدام ريشة (أو غيرها من أدوات الكتابة المسموح بها) مغموسة بالحبر. التوراة الأولى، المكتوبة بالكامل بالعبرية، تحتوي على 304805 حرفًا، وكلها يجب أن تتكرر بدقة من قبل كاتب متمرس («كاتب»)، وهو جهد قد يستغرق ما يقرب من عام ونصف. تتم كتابة معظم سيفري توراه الحديثة مع اثنين وأربعين سطرًا من النص لكل عمود (يستخدم اليهود اليمنيون خمسين)، ويتم الالتزام بقواعد صارمة للغاية حول موضع ومظهر الحروف العبرية. انظر على سبيل المثال مشناه برورة حول هذا الموضوع. يمكن استخدام أي من النصوص العبرية العديدة، ومعظمها مزخرف ودقيق إلى حد ما.
الانتهاء من التوراة هو سبب للاحتفال الكبير، وهي ميتزفة لكل يهودي إما أن يكتب أو يكتب له توراة سيفر. تُخزَّن لفائف التوراة في أقدس جزء من الكنيس اليهودي في الفلك المعروف باسم «الفلك المقدس» (אֲרוֹן הקֹדשׁ hakodesh باللغة العبرية.) آرون في العبرية تعني «خزانة» أو «خزانة»، وكوديش مشتق من «كادوش» أو «مقدس».

## ترجمات التوراة

### الآرامية
يشير كتاب عزرا إلى ترجمات وتعليقات للنص العبري إلى الآرامية، وهي اللغة الأكثر شيوعًا في ذلك الوقت. يبدو أن هذه الترجمات تعود إلى القرن السادس قبل الميلاد. المصطلح الآرامي للترجمة هو Targum. الموسوعة اليهودية لديها:
«في فترة مبكرة، كان من المعتاد ترجمة النص العبري إلى اللغة العامية في وقت القراءة (على سبيل المثال، في فلسطين وبابل كانت الترجمة إلى الآرامية). تم إجراء targum («الترجمة») بواسطة مسؤول كنيس خاص يُدعى "meturgeman". في النهاية، تم إيقاف ممارسة الترجمة إلى العامية.» 
ومع ذلك، لا يوجد ما يشير إلى أن هذه الترجمات قد تم تدوينها في وقت مبكر مثل هذا. هناك اقتراحات بأن Targum قد تم تدوينه في وقت مبكر، على الرغم من أنه للاستخدام الخاص فقط.
«ومع ذلك، فإن الاعتراف الرسمي بكتاب Targum المكتوب والتنقيح النهائي لنصه ينتميان إلى فترة ما بعد التلمود، وبالتالي ليس قبل القرن الخامس الميلادي.»

### اليونانية
كانت الترجمة السبعينية واحدة من أقدم الترجمات المعروفة لأسفار موسى الخمسة الأولى من العبرية إلى اليونانية. هذه نسخة يونانية كوين من الكتاب المقدس العبري كان يستخدمها المتحدثون اليونانيون. يعود تاريخ هذه النسخة اليونانية من الكتاب المقدس العبري إلى القرن الثالث قبل الميلاد، والتي ارتبطت في الأصل باليهودية الهلنستية. يحتوي على ترجمة للعبرية ومواد إضافية ومتنوعة. 
تتضمن الترجمات اللاحقة إلى اليونانية سبعة أو أكثر من النسخ الأخرى. هذه لا تبقى على قيد الحياة، إلا على شكل شظايا، وتشمل تلك التي كتبها أكويلا وسيماخوس وتيودوشن.

### لاتيني
الترجمات المبكرة إلى اللاتينية كانت تحويلات مخصصة لأجزاء من السبعينية. مع القديس جيروم في القرن الرابع الميلادي جاءت الترجمة اللاتينية لفولجاتا للكتاب المقدس العبري.

### عربي
منذ القرن الثامن الميلادي، أصبحت اللغة الثقافية لليهود الذين يعيشون تحت الحكم الإسلامي هي اللغة العربية بدلًا من الآرامية. «في ذلك الوقت، بدأ كل من العلماء والعلمانيون في إنتاج ترجمات للكتاب المقدس إلى اليهودية والعربية باستخدام الأبجدية العبرية.» في وقت لاحق، بحلول القرن العاشر، أصبح من الضروري وجود نسخة قياسية من الكتاب المقدس باللغة اليهودية العربية. أشهرها كانت تنتجها سعدية (وسعدية غاون، ويعرف أيضا باسم Rasag)، ولا تزال تستخدم حتى اليوم، «ولا سيما في أوساط يهود اليمنيين».
أنتج راف سعدية ترجمة عربية للتوراة تعرف باسم ترجوم تفسير وقدم تعليقات على عمل رساج. هناك جدل في العلم ما إذا كان رساج هو من كتب أول ترجمة عربية للتوراة.

### اللغات الحديثة

#### ترجمات يهودية
تمت ترجمة التوراة من قبل العلماء اليهود إلى معظم اللغات الأوروبية الرئيسية، بما في ذلك الإنجليزية، الألمانية، الروسية، الفرنسية، الإسبانية وغيرها. أنتج سامسون رافائيل هيرش الترجمة الأكثر شهرة باللغة الألمانية. تم نشر عدد من ترجمات الكتاب المقدس اليهودية الإنجليزية، على سبيل المثال من قبل منشورات آرتسكرول.

#### الترجمات المسيحية
كجزء من شرائع الكتاب المقدس المسيحية، تمت ترجمة التوراة إلى مئات اللغات .

## مقومات التوراة

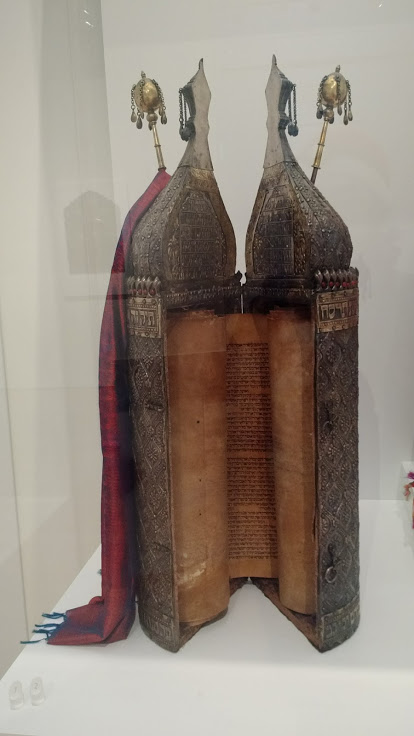
فتح حالة التوراة بالتمرير.

لا تتكون من نظام تشريعي متكامل أو منظّم بل تتكون من خطوط فلسفية عريضة ذات علاقة بالدين اليهودي، فضلاً عن احتواءها على كثير من القوانين والسنن الواضحة والمحددة والتي تحكم تصرّفات البشر، وتتشابه هذه القوانين التوراتية بالقوانين والسنن من الشرق الأدنى القديم.

## نظرة يهودية في التوراة
لا يختلف اليهود أن التوراة هي الكلمة الفصل عندما يتعلق الأمر بالديانة اليهودية أو كمرجع يرجع إليه اليهود في الأمور العقائدية، وينظر اليهود والمسيحيون إلى التوراة على أنّها كلام الله وأنه غير محرف على خلاف المسلمين (الذين يؤمنون ان التوراة قد حرفت) وإن الله أملاه على نبيّه موسى في طور سيناء.

## أسفار موسى الخمسة
- السفر الأول: وهو سفر التكوين أو الخلق، وقد ذكر فيه خلق العالم، وقصة آدم وحواء وأولادهما، ونوح والطوفان وتبلبل الألسن، ثم قصة إبراهيم وابنه إسحاق وابنه يعقوب وعيسو، ثم قصة يوسف.
- السفر الثاني: ويسمى سفر الخروج -أي خروج اليهود من مصر- وفيه قصة موسى من والدته وبعثته، وفرعون وخروج بني إسرائيل من مصر، وصعود موسى الجبل وإيتاء الله له الألواح.
- السفر الثالث: سفر اللاويين-أي الأحبار- وفيه حكم القربان والطهارة ومايجوز أكله، وغير ذلك من الفرائض والحدود.
- السفر الرابع: سفر العدد، بعضه في الشرائع، وبعضه في أخبار موسى وبني إسرائيل في التيه وقصة البقرة.
- السفر الخامس: سفر التثنية - أي إعادة الناموس.

## في الديانات الأخرى

### السامرية
تشكل أسفار موسى الخمسة كامل الشريعة الكتابية للسامرية.

### المسيحية
يؤمن المسيحيون بالكتب اليهودية (الكتب، الأنبياء...) وهي العهد القديم، أي ما قبل يسوع. والتوراة تتكون من الكتب (الأسفار) الخمسة الأولى من الكتاب المقدس (التكوين، الخروج، اللاويين، العدد، والتثنية).
على الرغم من أن الطوائف المسيحية المختلفة لها نسخ مختلفة قليلاً من العهد القديم في أناجيلها، إلا أن التوراة «أسفار موسى الخمسة» (أو «شريعة موسى») شائعة بينهم جميعًا.

### الإسلام
ينص الإسلام على أن التوراة الأصلية أرسلها الله. وفي القرآن يقول الله تعالى: "نَزَّلَ عَلَيْكَ الْكِتَابَ بِالْحَقِّ مُصَدِّقًا لِمَا بَيْنَ يَدَيْهِ وَأَنْزَلَ التَّوْرَاةَ وَالْإِنْجِيلَ. (س 3: 3) يسمي المسلمون التوراة التوراة ويعتبرونها كلمة الله التي أعطيت لموسى. ومع ذلك، يعتقد المسلمون أيضًا أن هذا الوحي الأصلي قد تم تحريفه (التحريف) (أو غُيّر ببساطة بمرور الوقت والخطأ البشري) بمرور الوقت من قبل الكتبة اليهود. إن التوراة في القرآن مذكورة دائمًا باحترام في الإسلام. إن إيمان المسلمين بالتوراة، وكذلك بنبوة موسى، من المبادئ الأساسية للإسلام.
لذا يتفق المسلمون في إيمانهم مع اليهود على أن التوراة كتاب الله أنزله على نبي الله موسى وفيها حكم الله وهدى ونور ورحمة كما توضّح الآيات في القرآن، ويقرر الإسلام أن التوراة اليوم طرأ عليها تغيير كبير فيه زيادة ونقصان (تحريف عمومًا) مقارنة بالتوراة المنزّلة على نبي الله موسى[بحاجة لمصدر].
وقد ذكرت التوراة في عدة مواضع في القرآن:
- ﴿ وَكَيْفَ يُحَكِّمُونَكَ وَعِنْدَهُمُ التَّوْرَاةُ فِيهَا حُكْمُ اللَّهِ ثُمَّ يَتَوَلَّوْنَ مِنْ بَعْدِ ذَلِكَ وَمَا أُولَئِكَ بِالْمُؤْمِنِينَ (43) إِنَّا أَنْزَلْنَا التَّوْرَاةَ فِيهَا هُدًى وَنُورٌ يَحْكُمُ بِهَا النَّبِيُّونَ الَّذِينَ أَسْلَمُوا لِلَّذِينَ هَادُوا وَالرَّبَّانِيُّونَ وَالْأَحْبَارُ بِمَا اسْتُحْفِظُوا مِنْ كِتَابِ اللَّهِ وَكَانُوا عَلَيْهِ شُهَدَاءَ فَلَا تَخْشَوُا النَّاسَ وَاخْشَوْنِ وَلَا تَشْتَرُوا بِآَيَاتِي ثَمَنًا قَلِيلًا وَمَنْ لَمْ يَحْكُمْ بِمَا أَنْزَلَ اللَّهُ فَأُولَئِكَ هُمُ الْكَافِرُونَ (44) وَكَتَبْنَا عَلَيْهِمْ فِيهَا أَنَّ النَّفْسَ بِالنَّفْسِ وَالْعَيْنَ بِالْعَيْنِ وَالْأَنْفَ بِالْأَنْفِ وَالْأُذُنَ بِالْأُذُنِ وَالسِّنَّ بِالسِّنِّ وَالْجُرُوحَ قِصَاصٌ فَمَنْ تَصَدَّقَ بِهِ فَهُوَ كَفَّارَةٌ لَهُ وَمَنْ لَمْ يَحْكُمْ بِمَا أَنْزَلَ اللَّهُ فَأُولَئِكَ هُمُ الظَّالِمُونَ (45)》﴾ (سورة المائدة)
- ﴿ نَزَّلَ عَلَيْكَ الْكِتَابَ بِالْحَقِّ مُصَدِّقًا لِمَا بَيْنَ يَدَيْهِ وَأَنْزَلَ التَّوْرَاةَ وَالْإِنْجِيلَ (3) مِنْ قَبْلُ هُدًى لِلنَّاسِ وَأَنْزَلَ الْفُرْقَانَ إِنَّ الَّذِينَ كَفَرُوا بِآَيَاتِ اللَّهِ لَهُمْ عَذَابٌ شَدِيدٌ وَاللَّهُ عَزِيزٌ ذُو انْتِقَامٍ (4)﴾ (سورة آل عمران)
- ﴿ وَإِذْ قَالَ عِيسَى ابْنُ مَرْيَمَ يَا بَنِي إِسْرَائِيلَ إِنِّي رَسُولُ اللَّهِ إِلَيْكُمْ مُصَدِّقًا لِمَا بَيْنَ يَدَيَّ مِنَ التَّوْرَاةِ وَمُبَشِّرًا بِرَسُولٍ يَأْتِي مِنْ بَعْدِي اسْمُهُ أَحْمَدُ فَلَمَّا جَاءَهُمْ بِالْبَيِّنَاتِ قَالُوا هَذَا سِحْرٌ مُبِينٌ (6)﴾ (سورة الصف)
- ﴿ ثُمَّ آَتَيْنَا مُوسَى الْكِتَابَ تَمَامًا عَلَى الَّذِي أَحْسَنَ وَتَفْصِيلًا لِكُلِّ شَيْءٍ وَهُدًى وَرَحْمَةً لَعَلَّهُمْ بِلِقَاءِ رَبِّهِمْ يُؤْمِنُونَ (154) وَهَذَا كِتَابٌ أَنْزَلْنَاهُ مُبَارَكٌ فَاتَّبِعُوهُ وَاتَّقُوا لَعَلَّكُمْ تُرْحَمُونَ (155)﴾ (سورة الأنعام)
- ﴿وَلَقَدْ آَتَيْنَا مُوسَى الْكِتَابَ فَلَا تَكُنْ فِي مِرْيَةٍ مِنْ لِقَائِهِ وَجَعَلْنَاهُ هُدًى لِبَنِي إِسْرَائِيلَ (23) وَجَعَلْنَا مِنْهُمْ أَئِمَّةً يَهْدُونَ بِأَمْرِنَا لَمَّا صَبَرُوا وَكَانُوا بِآَيَاتِنَا يُوقِنُونَ (24)﴾ (سورة السجدة)
- ﴿ وَلَقَدْ آَتَيْنَا مُوسَى الْكِتَابَ فَاخْتُلِفَ فِيهِ وَلَوْلَا كَلِمَةٌ سَبَقَتْ مِنْ رَبِّكَ لَقُضِيَ بَيْنَهُمْ وَإِنَّهُمْ لَفِي شَكٍّ مِنْهُ مُرِيبٍ (110)﴾ (سورة هود)
- ﴿ وَيُعَلِّمُهُ الْكِتَابَ وَالْحِكْمَةَ وَالتَّوْرَاةَ وَالْإِنْجِيلَ (48) وَرَسُولًا إِلَى بَنِي إِسْرَائِيلَ أَنِّي قَدْ جِئْتُكُمْ بِآَيَةٍ مِنْ رَبِّكُمْ أَنِّي أَخْلُقُ لَكُمْ مِنَ الطِّينِ كَهَيْئَةِ الطَّيْرِ فَأَنْفُخُ فِيهِ فَيَكُونُ طَيْرًا بِإِذْنِ اللَّهِ وَأُبْرِئُ الْأَكْمَهَ وَالْأَبْرَصَ وَأُحْيِي الْمَوْتَى بِإِذْنِ اللَّهِ وَأُنَبِّئُكُمْ بِمَا تَأْكُلُونَ وَمَا تَدَّخِرُونَ فِي بُيُوتِكُمْ إِنَّ فِي ذَلِكَ لَآَيَةً لَكُمْ إِنْ كُنْتُمْ مُؤْمِنِينَ (49) وَمُصَدِّقًا لِمَا بَيْنَ يَدَيَّ مِنَ التَّوْرَاةِ وَلِأُحِلَّ لَكُمْ بَعْضَ الَّذِي حُرِّمَ عَلَيْكُمْ وَجِئْتُكُمْ بِآَيَةٍ مِنْ رَبِّكُمْ فَاتَّقُوا اللَّهَ وَأَطِيعُونِ (50)﴾ (سورة آل عمران)